# Bayonville-sur-Mad
Pour l’article homonyme, voir Bayonville.
Bayonville-sur-Mad [bajɔ̃vil syʁ mad] est une commune française située dans le département de Meurthe-et-Moselle en région Grand Est.

## Géographie
- L'intersection du 49e parallèle nord et du 6e méridien à l'est de Greenwich se trouve sur le territoire de la commune (voir aussi le Degree Confluence Project).
- La commune de Bayonville-sur-Mad est située à 20 km au nord de Pont-à-Mousson et à 50 km de Nancy, dans la vallée du Rupt de Mad. Elle fait partie du parc naturel régional de Lorraine[1].
- Cette commune fut un village-frontière avec l'Allemagne entre 1871 et 1918.

| Vandelainville | Gorze (Moselle)    |           |
|                | Bayonville-sur-Mad | Arnaville |
| Onville        | Pagny-sur-Moselle  |           |

### Hydrographie

#### Réseau hydrographique
La commune est dans le bassin versant du Rhin au sein du bassin Rhin-Meuse. Elle est drainée par le ruisseau le Rupt de Mad,.
Le Rupt de Mad, d'une longueur de 55 km, prend sa source dans la commune de Geville et se jette  dans la Moselle à Novéant-sur-Moselle, après avoir traversé 21 communes. Les caractéristiques hydrologiques du Rupt de Mad sont données par la station hydrologique située sur la commune de Waville. Le débit moyen mensuel est de 3,24 m3/s. Le débit moyen journalier maximum est de 113 m3/s, atteint lors de la crue du 12 mai 1970. Le débit instantané maximal est quant à lui de 155 m3/s, atteint le même jour.

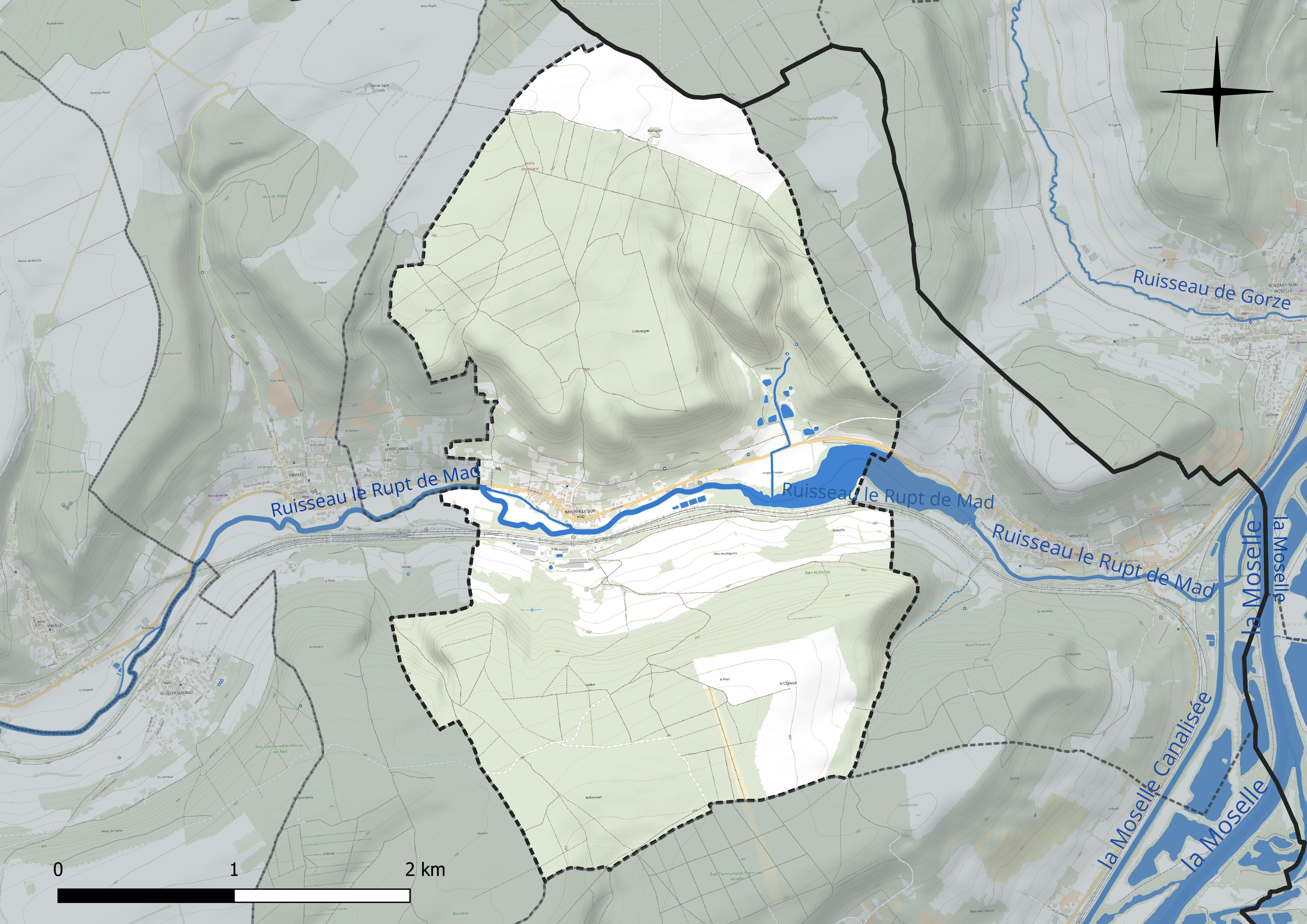
Réseau hydrographique de Bayonville-sur-Mad.

Un plan d'eau complète le réseau hydrographique : Réserve d'Eau de la Ville de Metz, d'une superficie totale de 23,1 ha (12,2 ha sur la commune),.

#### Gestion et qualité des eaux
Le territoire communal est couvert par le schéma d'aménagement et de gestion des eaux (SAGE) « Rupt de Mad, Esch, Trey ». Ce document de planification concerne les bassins versants du Rupt de Mad, de l’Esch et du Trey. Le périmètre a été arrêté le 2 juin 2014, la commission locale de l'eau (CLE) a été créée le 20 juin 2017, puis modifiée le 26 mars 20210. La structure porteuse de l'élaboration et de la mise en œuvre est le Parc naturel régional de Lorraine. 
La qualité des cours d’eau peut être consultée sur un site spécial géré par les agences de l’eau et l’Agence française pour la biodiversité. 

### Climat
Pour des articles plus généraux, voir Climat du Grand Est et Climat de Meurthe-et-Moselle.
En 2010, le climat de la commune est de type climat des marges montargnardes, selon une étude du Centre national de la recherche scientifique s'appuyant sur une série de données couvrant la période 1971-2000. En 2020, Météo-France publie une typologie des climats de la France métropolitaine dans laquelle la commune est exposée à un climat semi-continental et est dans la région climatique  Lorraine, plateau de Langres, Morvan, caractérisée par un hiver rude (1,5 °C), des vents modérés et des brouillards fréquents en automne et hiver. 
Pour la période 1971-2000, la température annuelle moyenne est de 9,4 °C, avec une amplitude thermique annuelle de 15,9 °C. Le cumul annuel moyen de précipitations est de 787 mm, avec 12 jours de précipitations en janvier et 9,7 jours en juillet. Pour la période 1991-2020, la température moyenne annuelle observée sur la station météorologique de Météo-France la plus proche, « Doncourt-lès-Conflans », sur la commune de Doncourt-lès-Conflans à 15 km à vol d'oiseau, est de 10,7 °C et le cumul annuel moyen de précipitations est de 710,3 mm. 
La température maximale relevée sur cette station est de 40,9 °C, atteinte le 25 juillet 2019 ; la température minimale est de −16,5 °C, atteinte le 26 décembre 2010,,. 
Les paramètres climatiques de la commune ont été estimés pour le milieu du siècle (2041-2070) selon différents scénarios d'émission de gaz à effet de serre à partir des nouvelles projections climatiques de référence DRIAS-2020. Ils sont consultables sur un site spécial publié par Météo-France en novembre 2022.

## Urbanisme

### Typologie
Au 1er janvier 2024, Bayonville-sur-Mad est catégorisée commune rurale à habitat dispersé, selon la nouvelle grille communale de densité à sept niveaux définie par l'Insee en 2022.
Elle est située hors unité urbaine. Par ailleurs la commune fait partie de l'aire d'attraction de Metz, dont elle est une commune de la couronne,. Cette aire, qui regroupe 245 communes, est catégorisée dans les aires de 200 000 à moins de 700 000 habitants,.

### Occupation des sols
L'occupation des sols de la commune, telle qu'elle ressort de la base de données européenne d’occupation biophysique des sols Corine Land Cover (CLC), est marquée par l'importance des forêts et milieux semi-naturels (68,5 % en 2018), une proportion identique à celle de 1990 (68,5 %). La répartition détaillée en 2018 est la suivante : 
forêts (68,5 %), terres arables (18,4 %), cultures permanentes (4 %), zones agricoles hétérogènes (3,9 %), prairies (3,3 %), eaux continentales (1,8 %). L'évolution de l’occupation des sols de la commune et de ses infrastructures peut être observée sur les différentes représentations cartographiques du territoire : la carte de Cassini (XVIIIe siècle), la carte d'état-major (1820-1866) et les cartes ou photos aériennes de l'IGN pour la période actuelle (1950 à aujourd'hui).

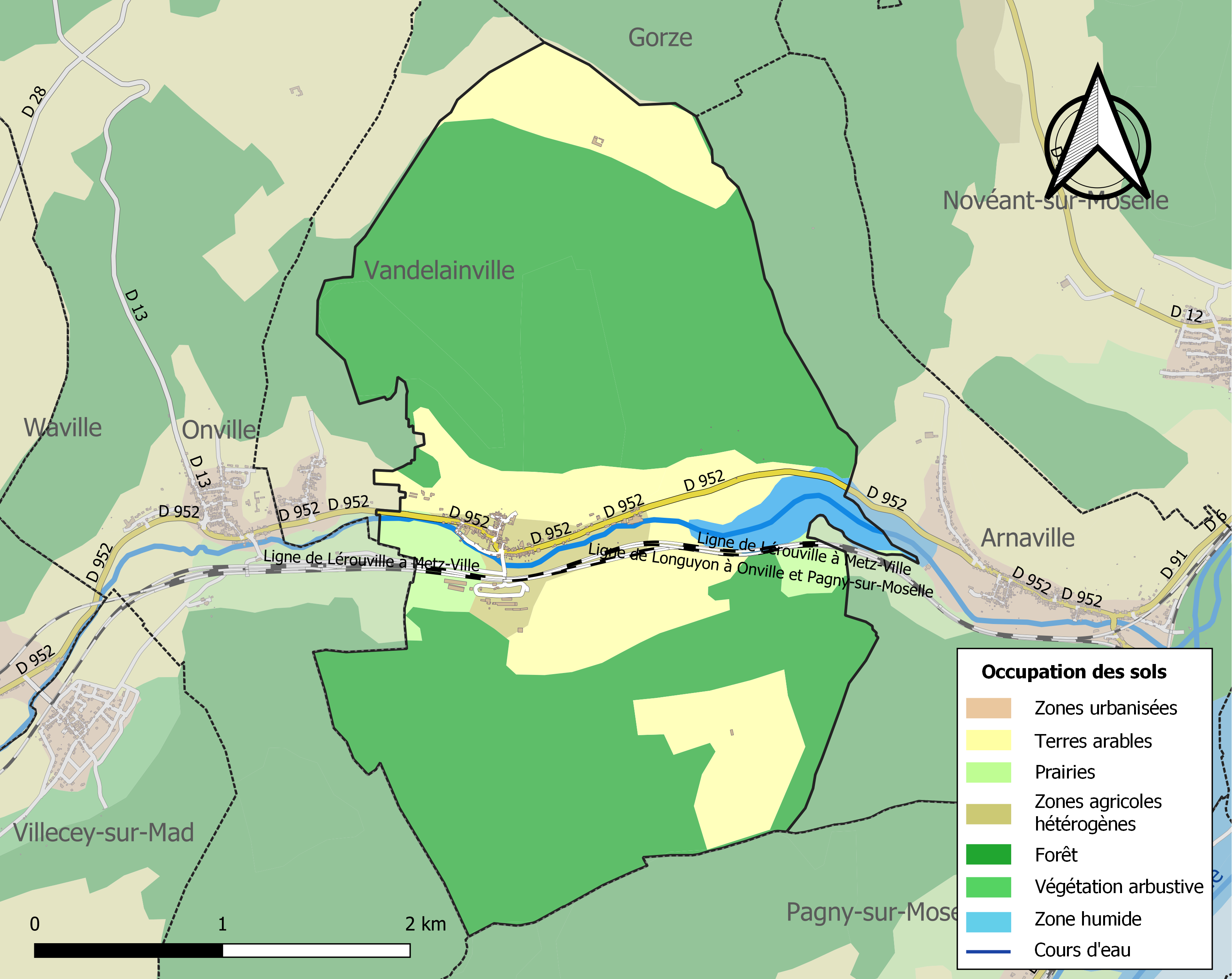
Carte des infrastructures et de l'occupation des sols de la commune en 2018 (CLC).

## Toponymie
Le nom de la localité est attesté sous les formes Baionis villa in comitatu Scarponensi (960) ; Sylva Baiunville (1142) ; Baionville (1432).

De Bayon, un diminutif de Bay, qui est un nom de famille, issu d'un nom d'homme germanique Baio, désignant en ancien français la couleur baie de la robe d'un cheval, brun-rouge. Ce nom s'est appliqué à un homme dont la barbe et les cheveux sont roux et noirs.
Les noms de communes qui comportent la préposition « sur », indiquent leur position par rapport au cours d'eau, Village sur le Rupt de Mad, une rivière qui coule en région Grand Est dans les deux départements de Meuse et Meurthe-et-Moselle.

## Histoire
- Présences néolithique et carolingienne dans le trou des Fées[21],[22],[23]
- Entre noël 1337 et le 19 février 1338, lors de la guerre qui opposa le duc de Lorraine au comte de Bar, Bayonville fut le village de la prévôté de Prény qui souffrit le plus des raids barisiens menés par le prévôt de Lachaussée. Ces actions guerrières venaient en réponse aux pillages menés par les Lorrains autour de Pont-à-Mousson à la suite du refus du comte de Bar de rendre hommage à Raoul, duc de Lorraine, pour certaines terres mouvantes du duché.

## Politique et administration
| Période                                  | Période   | Identité                                         | Étiquette | Qualité                                                   |
| ---------------------------------------- | --------- | ------------------------------------------------ | --------- | --------------------------------------------------------- |
| Les données manquantes sont à compléter. |           |                                                  |           |                                                           |
|                                          | mars 2001 | Jacques Lummert                                  | SE        |                                                           |
| mars 2001                                | 2014      | Marie-Line Schlosser                             | SE        | Infirmière                                                |
| mars 2014                                | En cours  | Marie-Line Roch, Réélue pour le mandat 2020-2026 |           | Profession intermédiaire de la santé et du travail social |

## Population et société

### Démographie
L'évolution du nombre d'habitants est connue à travers les recensements de la population effectués dans la commune depuis 1793. Pour les communes de moins de 10 000 habitants, une enquête de recensement portant sur toute la population est réalisée tous les cinq ans, les populations de référence des années intermédiaires étant quant à elles estimées par interpolation ou extrapolation. Pour la commune, le premier recensement exhaustif entrant dans le cadre du nouveau dispositif a été réalisé en 2005.

En 2022, la commune comptait 330 habitants, en évolution de +9,27 % par rapport à 2016 (Meurthe-et-Moselle : −0,13 %, France hors Mayotte : +2,11 %).
| 1793 | 1800 | 1806 | 1821 | 1831 | 1836 | 1841 | 1846 | 1851 |
| ---- | ---- | ---- | ---- | ---- | ---- | ---- | ---- | ---- |
| 410  | 461  | 461  | 444  | 461  | 435  | 436  | 417  | 411  |

| 1856 | 1861 | 1872 | 1876 | 1881 | 1886 | 1891 | 1896 | 1901 |
| ---- | ---- | ---- | ---- | ---- | ---- | ---- | ---- | ---- |
| 374  | 374  | 427  | 408  | 426  | 401  | 388  | 414  | 409  |

| 1906 | 1911 | 1921 | 1926 | 1931 | 1936 | 1946 | 1954 | 1962 |
| ---- | ---- | ---- | ---- | ---- | ---- | ---- | ---- | ---- |
| 435  | 453  | 307  | 406  | 433  | 371  | 383  | 451  | 369  |

| 1968 | 1975 | 1982 | 1990 | 1999 | 2005 | 2006 | 2010 | 2015 |
| ---- | ---- | ---- | ---- | ---- | ---- | ---- | ---- | ---- |
| 370  | 395  | 340  | 324  | 306  | 304  | 314  | 322  | 306  |

| 2020 | 2022 | - | - | - | - | - | - | - |
| ---- | ---- | - | - | - | - | - | - | - |
| 330  | 330  | - | - | - | - | - | - | - |

## Culture locale et patrimoine

### Lieux et monuments

#### Édifice civils
- Vestiges de constructions gallo-romaines occupées du Ier siècle av. J.-C. au IVe siècle au lieu-dit Goulainvaux.
- Quelques vestiges de maison forte XVe et XVIe siècles.
- Château de Remonvaux XVIIIe et XIXe siècles.
- Pont sur le Mad XVIIIe et XIXe siècles.

#### Édifice religieux
- Église Saint-Julien : tour romane fortifiée communiquant jadis avec la maison forte, nef et chevet XVIIIe.
- L'aître médiéval est remarquable, et l'autel de l'église est classé monument historique.

### Personnalités liées à la commune
- Crick Zachary, auteur compositeur interprète.

### Héraldique
| Blason de Bayonville-sur-Mad | Blason  | De gueules à la roue de moulin d'argent accompagnée en chef de deux croisettes patriarcales couronnées d'or et en pointe d'une fasce ondée abaissée d'argent. |
| Blason de Bayonville-sur-Mad | Détails | La commune adopte ce blason en 1981. |